# Surakit Rukpanich
Surakit Rukpanich, conosciuto anche come Suragit Rukpanich (in thailandese สุรกิจ ลกพานิชย์; 1932), è un ex cestista thailandese.

## Carriera
Con Thailandia ha disputato i Giochi olimpici di Melbourne 1956.